# Einar Ekberg
Einar Efraim Ekberg, född 29 juli 1905 i Malmö, död 5 augusti 1961 i Södertälje, var en svensk kyrkosångare (baryton).

## Biografi
Ekbergs familj tillhörde pingstförsamlingen i Malmö där Ekberg var verksam som solist och sångledare. Han studerade sång för Agnes Ekholm och Frey Lindblad. 
Vid sitt första framträdande i USA 1924 kom han i kontakt med Lewi Pethrus, vilket ledde till att han knöts som solist till Filadelfiakyrkan i Stockholm, ett engagemang som varade mellan 1925 och 1948. Detta år emigrerade han till USA och bosatte sig i Kalifornien. Han turnerade över hela USA, Sverige, Tyskland, Holland och Danmark.
Från 1954 var han verksam vid den svenska pingströrelsens radiostation IBRA Radio där många av hans inspelningar finns arkiverade. Ekberg startade 1930 tidskriften Sångens Härold och gav även ut sånghäften. Han har komponerat ca 200 sånger och hans 13 häften Einar Ekbergs Amerikarepertoar har sålt i 350 000 exemplar.
Ekbergs cirka 200 grammofonskivor fick stor spridning och inspelningarna med ackompanjatören Karl-Erik Svedlund blev stilbildande. Lennart Jernestrand och Mani Mattsson var andra framstående ackompanjatörer som Ekberg samarbetade med. Själv var han en driven pianist och det hände att han själv tog över som ackompanjatör när anvisade pianister inte visade sig hålla måttet.
Sohlmans musiklexikon skriver att "Einar Ekbergs stämma var varm och välljudande och hans sång präglades av djup musikalitet, stort tekniskt kunnande och kongenial texttolkning. Han hade en utpräglad förmåga att lyfta fram och adla även enkla konstlösa sånger av typisk frikyrklig karaktär."
Ekberg var under 1930–1950-talet en av Sveriges mest populära sångare och drog stor publik i kyrkor, vid konsertframträdanden i folkparker och på utomhusarenor. Under krigsåren gjorde han insamlingsresor för Röda Korset och var artistsoldat. Ekberg var också en av landets mest populära skivartister och han förekom flitigt i olika radioprogram. Under krigsåren sjöng han också in fosterländska sånger och svenska folkvisor och en del sånger av Beethoven, Gustaf Nordqvist, Jacob Nyvall, Felix Mendelssohn, Ilmari Hannikainen med flera. Dessa inspelningar gavs på nytt ut i samband med 100-årsminnet av Einar Ekbergs födelse då alla hans skivinspelningar gavs ut på CD-skivor. I samband med Stockholms stads 700-årsjubileum 1952 gav staden en konsert med Einar Ekberg i Kungsträdgården. Han drog en publik på 30 000–35 000 personer enligt Dagens Nyheter.
Han var även mycket populär i USA och som sångare företog han turnéer i Europa, Kanada och USA, och genom framträdanden i radio och TV i USA nådde han en stor publik liksom en världspublik genom sina framträdanden i IBRA-Radio. Flera svenska tonsättare som Gustaf Nordqvist och Jacob Nyvall tillägnade Einar Ekberg kompositioner.
Under 1930- och 1940-talen sjöng Einar Ekberg ett stort antal visor, naturlyriska och nationalromantiska sånger på skiva. 1931 sjöng han Alfred Tennysons berömda nyårsdikt Nyårsklockan på skiva – den som brukar läsas vid nyårsfirandet på Skansen – i tonsättning av Ejnar Eklöf till Ekeroths stråkensemble. Ekberg är den enda artist som sjungit in den på skiva.
Uno ”Myggan” Ericson beskriver Ekberg som "den andliga sångens allra förnämsta företrädare, som förstod att ge även den banalaste text och melodi ett djupare innehåll."

### Bibliografi

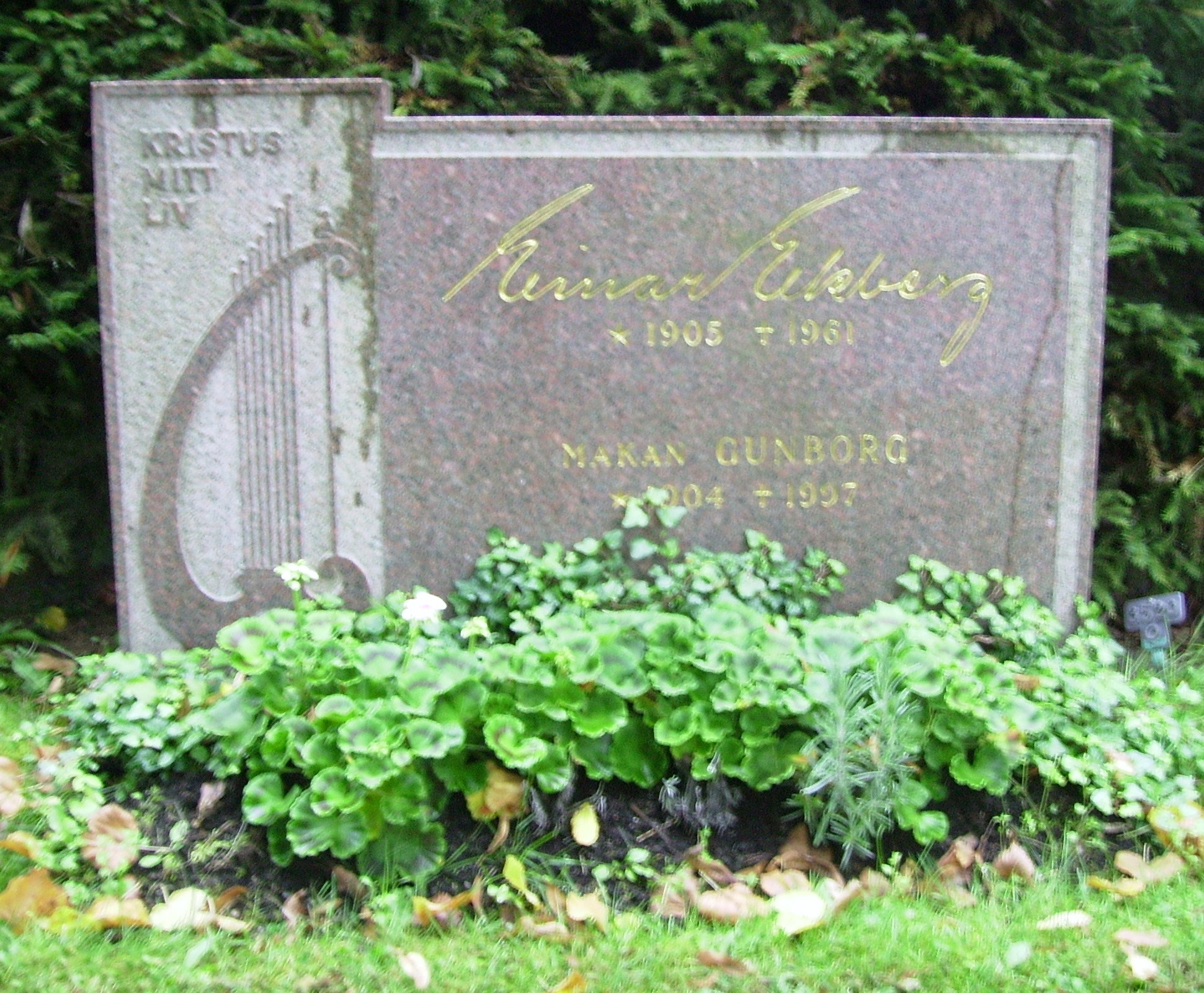
Einar Ekbergs gravvård på Södertälje kyrkogård. Texten till vänster lyder "Kristus mitt liv".

## Verk

### Kompositioner
- Ekberg, Einar; Derneborg Ingemar (1977). Hjärta som lider. Sångblad. Filadelfia ; 749. Stockholm: Filadelfia. Libris 10216571
- Ekberg, Einar; Svedlund Karl-Erik (1983). Psalm 32. Normans körserie ; 307. Stockholm: Filadelfia. Libris 10661137
- Ekberg, Einar; Lundberg Leif (2005). Lilla barn som slumrar sött. Västerås: Cantate. Libris 10588005
- Ekberg, Einar, red (1966). Underbar frid och andra sånger avsedda för enskilt och offentligt gudstjänstbruk (8. uppl). Stockholm: Filadelfia. Libris 11538831

### Inspelningar (samlingar)
- Minnesalbum. Hemmets Härold. 1977. Libris 11529386
- Einar Ekbergs populäraste sånger. Prim. 1985. Libris 11538439
- Ögonblicket och evigheten sånger vi minns. Stockholm: PRIM. 1991. Libris 2178715
- Svenska hymner och visor Tema 5 Samlings CD. Stockholm: Prim. 1999.[8]